# Circunscrições eclesiásticas católicas da Itália
Esta é uma lista das circuscrições eclesiásticas da Igreja Católica na Itália, subdivididas em 16 regiões eclesiásticas e 42 províncias eclesiásticas.

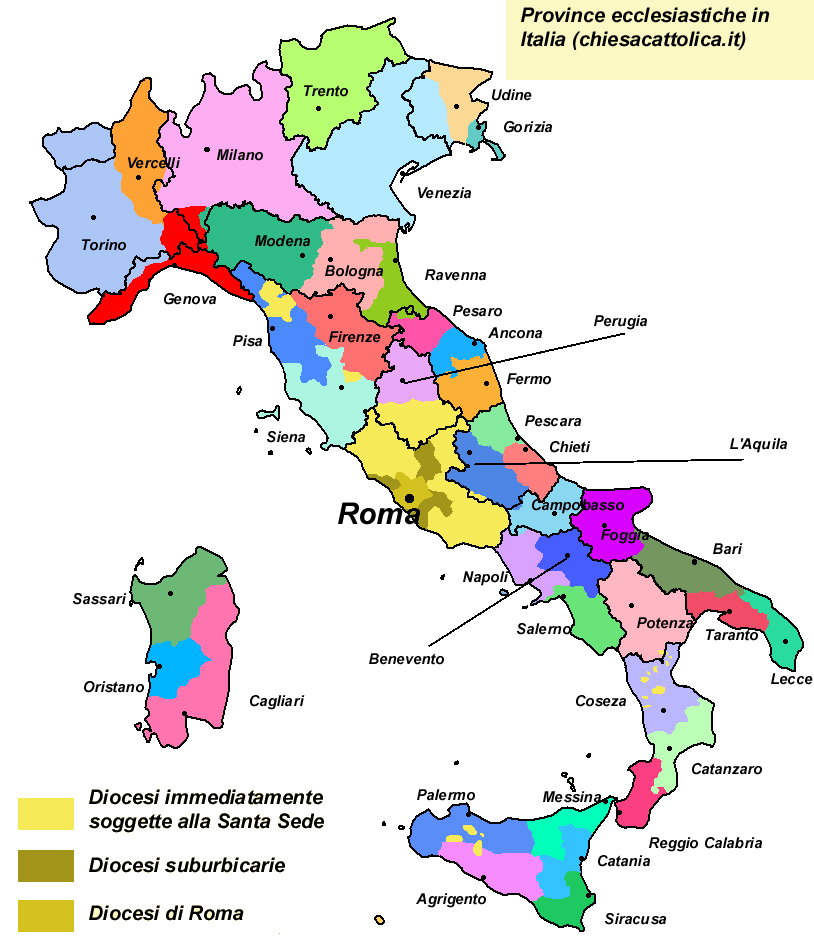
Províncias eclesiásticas do território italiano

## Abruzos - Molise
- Arquidiocese de L'Aquila
  - Diocese de Avezzano
  - Diocese de Sulmona-Valva

- Arquidiocese de Chieti-Vasto
  - Arquidiocese de Lanciano-Ortona

- Arquidiocese de Pescara-Penne
  - Diocese de Teramo-Atri

- Arquidiocese de Campobasso-Boiano
  - Diocese de Isernia-Venafro
  - Diocese de Termoli-Larino
  - Diocese de Trivento

## Apúlia
- Arquidiocese de Bari-Bitonto
  - Diocese de Altamura-Gravina-Acquaviva delle Fonti
  - Diocese de Andria
  - Diocese de Conversano-Monopoli
  - Diocese de Molfetta-Ruvo-Giovinazzo-Terlizzi
  - Arquidiocese de Trani-Barletta-Bisceglie

- Arquidiocese de Foggia-Bovino
  - Diocese de Cerignola-Ascoli Satriano
  - Diocese de Lucera-Troia
  - Arquidiocese de Manfredonia-Vieste-San Giovanni Rotondo
  - Diocese de San Severo

- Arquidiocese de Lecce
  - Arquidiocese de Brindisi-Ostuni
  - Diocese de Nardò-Gallipoli
  - Arquidiocese de Otranto
  - Diocese de Ugento-Santa Maria di Leuca

- Arquidiocese de Taranto
  - Diocese de Castellaneta
  - Diocese de Oria

## Basilicata
- Arquidiocese de Potenza-Muro Lucano-Marsico Nuovo
  - Arquidiocese de Acerenza
  - Arquidiocese de Matera-Irsina
  - Diocese de Melfi-Rapolla-Venosa
  - Diocese de Tricarico
  - Diocese de Tursi-Lagonegro

## Calábria
- Arquidiocese de Catanzaro-Squillace
  - Arquidiocese de Crotone-Santa Severina
  - Diocese de Lamezia Terme

- Arquidiocese de Cosenza-Bisignano
  - Arquidiocese de Rossano-Cariati
  - Diocese de Cassano allo Ionio
  - Diocese de San Marco Argentano-Scalea

- Arquidiocese de Reggio Calabria-Bova
  - Diocese de Locri-Gerace
  - Diocese de Mileto-Nicotera-Tropea
  - Diocese de Oppido Mamertina-Palmi

- Eparquia de Lungro, dependente diretamente da Santa Sé

## Campânia
- Arquidiocese de Benevento
  - Diocese de Ariano Irpino-Lacedonia
  - Diocese de Avellino
  - Diocese de Cerreto Sannita-Telese-Sant'Agata de' Goti
  - Abadia territorial de Montevergine
  - Arquidiocese de Sant'Angelo dei Lombardi-Conza-Nusco-Bisaccia

- Arquidiocese de Nápoles
  - Diocese de Acerra
  - Diocese de Alife-Caiazzo
  - Diocese de Aversa
  - Arquidiocese de Cápua
  - Diocese de Caserta
  - Diocese de Ísquia
  - Diocese de Nola
  - Prelazia Territorial de Pompeia
  - Diocese de Pozzuoli
  - Diocese de Sessa Aurunca
  - Arquidiocese de Sorrento-Castellammare di Stabia
  - Diocese de Teano-Calvi

- Arquidiocese de Salerno-Campagna-Acerno
  - Arquidiocese de Amalfi-Cava de' Tirreni
  - Abadia territorial da Santíssima Trindade de Cava de' Tirreni
  - Diocese de Nocera Inferiore-Sarno
  - Diocese de Teggiano-Policastro
  - Diocese de Vallo della Lucania

## Emília-Romanha
- Arquidiocese de Bolonha
  - Diocese de Faenza-Modigliana
  - Arquidiocese de Ferrara-Comacchio
  - Diocese de Imola

- Arquidiocese de Modena-Nonantola
  - Diocese de Carpi
  - Diocese de Fidenza
  - Diocese de Parma
  - Diocese de Piacenza-Bobbio
  - Diocese de Reggio Emilia-Guastalla

- Arquidiocese de Ravena-Cervia
  - Diocese de Cesena-Sarsina
  - Diocese de Forlì-Bertinoro
  - Diocese de Rimini
  - Diocese de San Marino-Montefeltro

## Lácio
- Diocese de Roma
- Dioceses suburbicárias
  - Diocese de Albano
  - Diocese de Frascati
  - Diocese de Óstia
  - Diocese de Palestrina
  - Diocese de Porto-Santa Rufina
  - Diocese de Sabina-Poggio Mirteto
  - Diocese de Velletri-Segni
- Dioceses dependentes diretamente da Santa Sé
  - Diocese de Anagni-Alatri
  - Diocese de Civita Castellana
  - Diocese de Civitavecchia-Tarquinia
  - Diocese de Frosinone-Veroli-Ferentino
  - Arquidiocese de Gaeta
  - Abadia de Santa Maria de Grottaferrata
  - Diocese de Latina-Terracina-Sezze-Priverno
  - Abadia territorial de Montecassino
  - Diocese de Rieti
  - Diocese de Sora-Aquino-Pontecorvo
  - Abadia territorial de Subiaco
  - Diocese de Tivoli
  - Diocese de Viterbo

## Ligúria
- Arquidiocese de Génova
  - Diocese de Albenga-Imperia
  - Diocese de Chiavari
  - Diocese de La Spezia-Sarzana-Brugnato
  - Diocese de Savona-Noli
  - Diocese de Tortona
  - Diocese de Ventimiglia-Sanremo

## Lombardia
- Arquidiocese de Milão
  - Diocese de Bergamo
  - Diocese de Brescia
  - Diocese de Como
  - Diocese de Crema
  - Diocese de Cremona
  - Diocese de Lodi
  - Diocese de Mantova
  - Diocese de Pavia
  - Diocese de Vigevano

## Marcas
- Arquidiocese de Ancona-Osimo
  - Diocese de Fabriano-Matelica
  - Diocese de Jesi
  - Prelazia territorial de Loreto
  - Diocese de Senigallia

- Arquidiocese de Fermo
  - Diocese de Ascoli Piceno
  - Arquidiocese de Camerino-San Severino Marche
  - Diocese de Macerata
  - Diocese de San Benedetto del Tronto-Ripatransone-Montalto

- Arquidiocese de Pesaro
  - Diocese de Fano-Fossombrone-Cagli-Pergola
  - Arquidiocese de Urbino-Urbania-Sant'Angelo in Vado

## Piemonte - Vale de Aósta
- Arquidiocese de Turim
  - Diocese de Acqui
  - Diocese de Alba
  - Diocese de Aosta
  - Diocese de Asti
  - Diocese de Cuneo
  - Diocese de Fossano
  - Diocese de Ivrea
  - Diocese de Mondovì
  - Diocese de Pinerolo
  - Diocese de Saluzzo
  - Diocese de Susa

- Arquidiocese de Vercelli
  - Diocese de Alessandria
  - Diocese de Biella
  - Diocese de Casale Monferrato
  - Diocese de Novara

## Sardenha
- Arquidiocese de Cagliari
  - Diocese de Iglesias
  - Diocese de Lanusei
  - Diocese de Nuoro

- Arquidiocese de Oristano
  - Diocese de Ales-Terralba

- Arquidiocese de Sassari
  - Diocese de Alghero-Bosa
  - Diocese de Ozieri
  - Diocese de Tempio-Ampurias

## Sicília
- Arquidiocese de Agrigento
  - Diocese de Caltanissetta
  - Diocese de Piazza Armerina

- Arquidiocese de Catânia
  - Diocese de Acireale
  - Diocese de Caltagirone

- Arquidiocese de Messina-Lipari-Santa Lucia del Mela
  - Diocese de Nicosia
  - Diocese de Patti

- Arquidiocese de Palermo
  - Diocese de Cefalù
  - Diocese de Mazara del Vallo
  - Arquidiocese de Monreale
  - Diocese de Trapani

- Arquidiocese de Siracusa
  - Diocese de Noto
  - Diocese de Ragusa

- Eparquia de Piana degli Albanesi, dependente diretamente da Santa Sé

## Toscana
- Arquidiocese de Florença
  - Diocese de Arezzo-Cortona-Sansepolcro
  - Diocese de Fiesole
  - Diocese de Pistoia
  - Diocese de Prato
  - Diocese de San Miniato

- Arquidiocese de Pisa
  - Diocese de Livorno
  - Diocese de Massa Carrara-Pontremoli
  - Diocese de Pescia
  - Diocese de Volterra

- Arquidiocese de Siena-Colle di Val d'Elsa-Montalcino
  - Diocese de Grosseto
  - Diocese de Massa Marittima-Piombino
  - Diocese de Montepulciano-Chiusi-Pienza
  - Diocese de Pitigliano-Sovana-Orbetello

- Abadia territorial de Monte Oliveto Maggiore, dependente diretamente da Santa Sé
- Arquidiocese de Lucca, dependente diretamente da Santa Sé

## Triveneto
- Patriarcado de Veneza
  - Diocese de Adria-Rovigo
  - Diocese de Belluno-Feltre
  - Diocese de Chioggia
  - Diocese de Concordia-Pordenone
  - Diocese de Pádua
  - Diocese de Treviso
  - Diocese de Verona
  - Diocese de Vicenza
  - Diocese de Vittorio Veneto

- Arquidiocese de Gorizia
  - Diocese de Trieste

- Arquidiocese de Trento
  - Diocese de Bolzano-Bressanone

- Arquidiocese de Udine

## Úmbria
- Arquidiocese de Perugia-Città della Pieve
  - Diocese de Assis-Nocera Umbra-Gualdo Tadino
  - Diocese de Città di Castello
  - Diocese de Foligno
  - Diocese de Gubbio

- Diocese de Orvieto-Todi, dependente diretamente da Santa Sé
- Diocese de Terni-Narni-Amelia, dependente diretamente da Santa Sé
- Arquidiocese de Spoleto-Norcia, dependente diretamente da Santa Sé

Predefinição:Circunscrições eclesiásticas católicas da Itália